# Gilberto García Olarte
Gilberto García Olarte (Santa Marta, 27 januari 1987) is een profvoetballer uit Colombia die speelt als vleugelverdediger. Sinds de zomer van 2013 is hij door Once Caldas uitgeleend aan de Spaanse club Real Valladolid. Hij maakte in 2012 zijn debuut voor het Colombiaans voetbalelftal.

## Erelijst
Deportivo Pasto
- Categoría Primera B

2011